# Dușești, Bihor
Dușești este un sat în comuna Ceica din județul Bihor, Crișana, România.

## Vezi și
- Biserica de lemn din Dușești

 Acest articol despre o localitate din județul Bihor este deocamdată un ciot. Puteți ajuta Wikipedia prin completarea lui.